# Kiezersonderdrukking
Kiezersonderdrukking (in het Engels voter suppression) is een strategie om de uitkomst van een verkiezing te beïnvloeden, door het voor bepaalde groepen extra lastig te maken om te kunnen stemmen. Het is een uiting van macht.

## Amerika
In Amerika zijn gevallen bekend van voter suppression, waarbij kiezers uren in de rij moeten staan om hun stem uit te brengen, of twee uur moeten rijden om bij een stemlokaal te komen. Tot 1965 kende de Verenigde Staten speciale procedures die mensen het stemrecht, soms op het laatster moment, konden ontnemen, tot de Voting Rights Act daar in 1965 een eind aan maakte. Daarvoor kon elke staat of kiesdistrict zijn eigen regels bepalen, maar door de Voting Rights Act moesten deze regels worden voorgelegd aan de federale regering. Dit resulteerde in een grote toename van vooral zwarte kiezers. In 2013 werd deze wet door het Hooggerechtshof ongedaan gemaakt, en sindsdien wordt de kieswet in verschillende staten weer aangepast. Het is niet toegestaan om wetten aan te nemen die bepaalde groepen uitsluiten, maar aan de andere kant is het ook heel lastig te bewijzen dat een wetswijziging die intentie heeft.

## Kritiek
Of deze (vermeende) onderdrukking daadwerkelijk negatief is, hangt ook af van de omstandigheden. Wijzigingen die in het ene land als verslechtering worden gezien, zijn in andere landen standaard bij de verkiezingen, zoals bijvoorbeeld een legitimatieplicht.